# موری کاتسونوبو
موری کاتسونوبو (به ژاپنی: 毛利 勝信 もうり かつのぶ) (تولد نامشخص – مرگ ۱۶۱۱) یک دایمیو در دوره سنگوکو و اوایل دوره ادو بود. او به خاندان تویوتومی خدمت می‌کرد.